# Hornstedtia triloba
Hornstedtia triloba är en enhjärtbladig växtart som beskrevs av Henry Nicholas Ridley. Hornstedtia triloba ingår i släktet Hornstedtia och familjen Zingiberaceae. Inga underarter finns listade i Catalogue of Life.